# Joaquín García-Hidalgo
Joaquín García-Hidalgo Villanueva (Puente Genil, 28 de octubre de 1890 - Córdoba, 28 de julio de 1936) fue un periodista y político español. Murió diez días después de iniciada la guerra civil estando detenido. Se especula con un coma diabético provocado por sus carceleros al obligarle a tomar azúcar. 

## Biografía
Inició su actividad periodística en la década de 1920 en el periódico La Voz, llegando a ser fundador del diario Política cercano al pensamiento socialista. Mediante este órgano informativo García-Hidalgo contribuyó a crear en la opinión pública cordobesa un ambiente decisivo y favorable hacia la implantación de la Segunda República. Masón, iniciado en 1922 con el nombre simbólico de "Betis" perteneció a las logias "Turdetania" n.º 15 de Córdoba, "18 Brumario" de Puente Genil y "Danton" n.º 7 de Madrid.
En mayo de 1921, estrenó en Córdoba la obra de teatro "Las inquietudes de Ernestina", escrita junto con el periodista sevillano Manuel Chaves Nogales, en aquellas fechas redactor-jefe del periódico cordobés "La Voz". Dos años después, en junio de 1923, estrenó en Puente Genil la obra titulada "Rescoldo que se hace llama", escrita, igualmente, con Chaves Nogales. 
Activista político, con llegada la dictadura de Primo de Rivera fue desterrado a Salamanca y Gerona. Después pudo volver a Córdoba donde fue nuevamente arrestado en 1930 ya que fue sorprendido a las cuatro de la madrugada junto a Antonio Hidalgo Cabrera, Enrique Moreno Rodríguez y Fernando Vázquez Ocaña cuando estaban intentando destruir el rótulo de la calle José Cruz Conde, dedicada en homenaje al militar golpista, José Cruz-Conde Fustegueras. Miembro del Partido Socialista Obrero Español (PSOE), fue elegido diputado al Congreso por la circunscripción electoral de Córdoba (capital) en las elecciones generales de 1931. Elegido miembro de la Comisión de peticiones del Congreso de los Diputados, en febrero de 1932 dimitió de su puesto, al igual que el diputado socialista Alvar dimitió de la Comisión de presupuestos. Fueron sustituidos respectivamente por los diputados Garrote y Sabrás.
Posteriormente fue expulsado del PSOE en 1933, integrándose en la órbita del Partido Comunista, con el que se presentó en las elecciones de 1933 sin obtener el acta de diputado. Durante la revolución de 1934 fue nuevamente detenido junto a otros como el comunista Bautista Garcés Granell y el socialista Antonio Bujalance López.
En la tarde del 18 de julio de 1936, al tiempo del golpe de Estado que dio lugar a la Guerra Civil, estuvo en el edificio del Gobierno Civil de Córdoba junto a José Guerra Lozano, presidente de la Diputación, Manuel Sánchez Badajoz, alcalde de Córdoba, y los diputados Manuel Castro Molina y Vicente Martín Romera, para presuadir al gobernador Antonio Rodríguez de León de que no entregara el Gobierno Civil a lo sublevados. Finalmente el reducto del Gobierno Civil no pudo resistir, siendo García-Hidalgo detenido y encerrado en el cuartel del Regimiento n.º 1 de Artillería pesada de Córdoba.
Murió el 28 de julio de 1936, en circunstancias poco claras. En el Registro Civil figura fallecido por "coma diabético". Versiones de detenidos en las mismas fechas y conocidos de García-Hidalgo sostienen que se le obligó a comer dulces sabiendo que era diabético. Se instruyó un sumario por las autoridades militares sublevadas y se le practicaron dos autopsias, una por cada uno de los médicos que intervino. Compartían celda con García-Hidalgo al tiempo de su muerte los políticos, Bautista Garces, Antonio Bujalance López, Luis Dorado Luque y Antonio Acuña, y según costa en el sumario habían declarado que murió de muerte natural. Acuña y Garces fueron ejecutados horas después de la declaración; los otros dos serían fusilados más tarde. La familia no fue notificada y descubrieron el cadáver por casualidad entre otros varios.